# 554. pehotni polk (Wehrmacht)
Za druge 554. polke glejte 554. polk.
554. pehotni polk (izvirno nemško Infanterie-Regiment 554) je bil eden izmed pehotnih polkov v sestavi redne nemške kopenske vojske med drugo svetovno vojno.

## Zgodovina
Polk je bil ustanovljen 22. maja 1940 kot polk 10. vala iz nadomestnih čet WK VII in dodeljen 277. pehotni diviziji.
Med 10. in 11. junijem 1940 se je polk zbral in do 25. julija 1940 je bil polk razpuščen zaradi hitrega zaključka francoske kampanje; čete so bile vrnjene k izvirnim enotam.
Polk je bil ponovno ustanovljen 19. decembra 1941 kot polk 17. vala, kot »Walküre« enota WK VII; polk je bil dodeljen 330. pehotni diviziji.
15. oktobra istega leta je bil polk preimenovan v 554. grenadirski polk.